# Mleczaj ostry

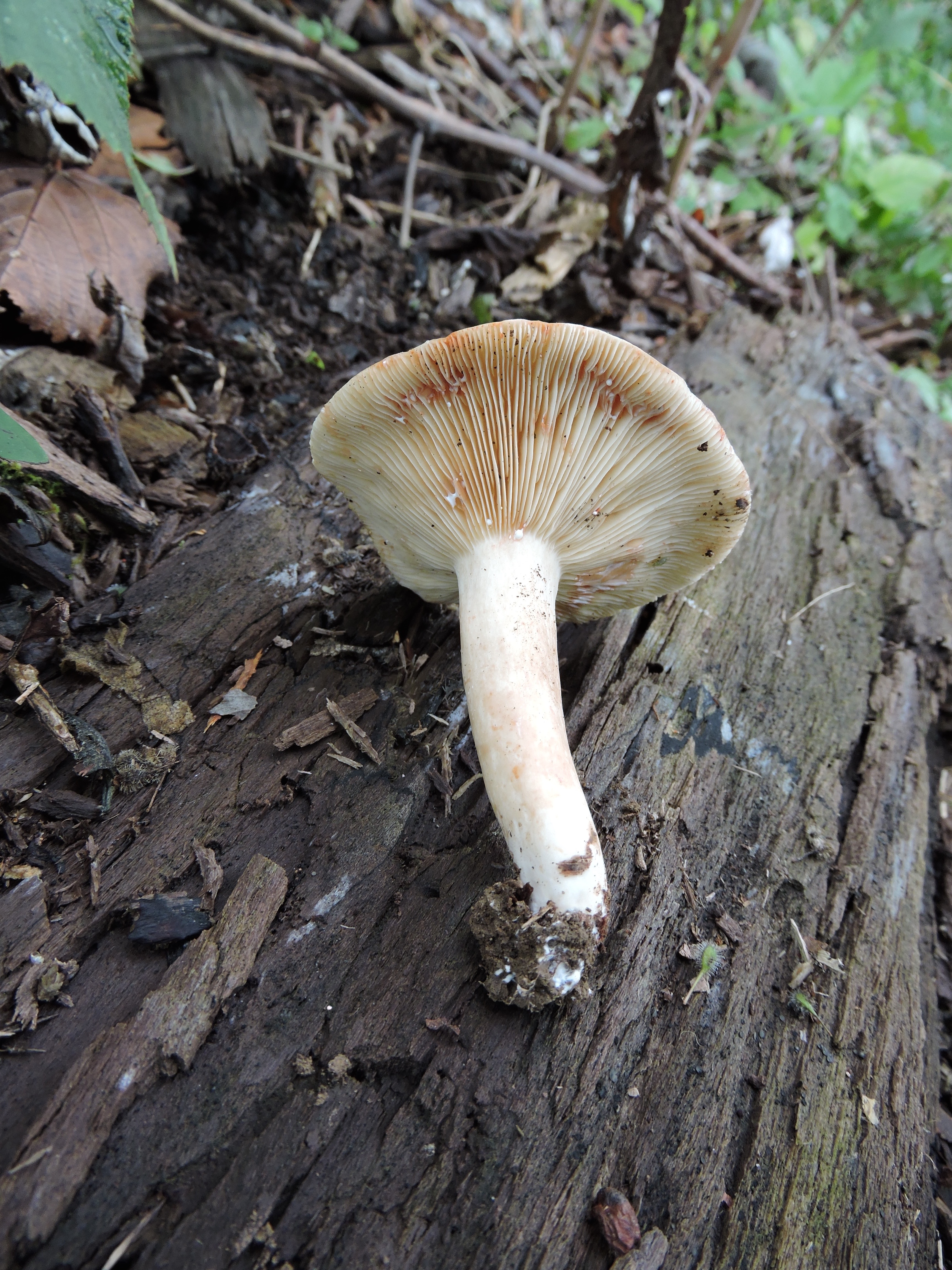

Mleczaj ostry (Lactarius acris (Bolton) Gray) – gatunek grzybów należący do rodziny gołąbkowatych (Russulaceae).

## Systematyka i nazewnictwo
Pozycja w klasyfikacji według Index Fungorum: Lactarius, Russulaceae, Russulales, Incertae sedis, Agaricomycetes, Agaricomycotina, Basidiomycota, Fungi.
Po raz pierwszy takson ten zdiagnozował w 1788 r. James Bolton nadając mu nazwę Agaricus acris. Obecną, uznaną przez Index Fungorum nazwę nadał mu w 1821 r. Samuel Frederick Gray, przenosząc go do rodzaju Lactarius. Niektóre synonimy łacińskie:
- Agaricus acris Bolton 1788
- Galorrheus acris (Bolton) P. Kumm. 1871
- Lactifluus acris (Bolton) Roussel 1806

Polską nazwę podali Barbara Gumińska i Władysław Wojewoda w 1983 r.

## Morfologia
Kapelusz
Średnicy 5–10 cm, barwy beżowobrązowawej, brązowawej lub czarnobrązowej. Pokryty oszronioną, lekko aksamitną (przy dużej wilgotności powietrza mazistą) skórką.
Hymenofor
Blaszkowy, blaszki u młodych owocników białe, po dojrzeniu zabarwione kremowożółtawo lub ochrowo.
Trzon
Barwy białawej lub bladoochrowej, jaśniejszy niż kapelusz.
Miąższ
Zbudowany jest z kulistawych komórek powodujących ich specyficzną kruchość i nieregularny przełam. O łagodnym smaku, wydzielający białe, czerwieniejące na powietrzu mleczko (tylko w kontakcie z miąższem) o ostrym smaku.
Zarodniki
Kulistawe, o średnicy 6,5–8 μm, o wystających skrzydełkowatych krawędziach długości do 2 μm, amyloidalne.
Gatunki podobne
Wśród grzybów o morfologicznie zbliżonych owocnikach wymienia się następujące gatunki:
- mleczaj pomarszczony (Lactarius pterosporus), o szybko czerwieniejącym na powietrzu mleczku;
- Lactarius ruginosus, o grubszych i rzadziej rozstawionych blaszkach, rozwijający się w obecności buków. Przez niektórych autorów nieodróżniany od Lactarius acris.

## Występowanie i siedlisko
Podano jego występowanie tylko w niektórych krajach Europy i w Japonii. W Polsce gatunek rzadki, ale w ostatnich latach podano wiele jego stanowisk. Znajduje się na Czerwonej liście roślin i grzybów Polski. Ma status R – potencjalnie zagrożony z powodu ograniczonego zasięgu geograficznego i małych obszarów siedliskowych. Znajduje się na listach gatunków zagrożonych także w Niemczech, Norwegii, Holandii, Szwecji, Słowacji, Czechach.
Grzyb mykoryzowy, rozwijający się w glebie w lasach liściastych, w obecności grabów. Wytwarza owocniki (w Europie) od sierpnia do października.